# Extension of a Man
Extension of a Man é um álbum lançado pelo cantor e compositor de R&B e soul, Donny Hathaway em 18 de Junho de 1973 pela Atco Records. O lançamento foi seu último álbum de estúdio solo. É conhecido por incluir o jovem Stanley Clarke do (então) Return to Forever em algumas faixas, bem como o baterista Fred White, irmão de Maurice White da banda Earth, Wind & Fire que trabalhou com Hathaway em Chicago no início. White também tocou com Hathaway em shows e é destaque nas gravações da Hathaway.

## Faixas
| N.º            | Título                                            | Compositor(es)            | Duração |  |
| 1.             | "I Love the Lord; He Heard My Cry (Parts I & II)" | Donny Hathaway            | 5:32    |  |
| 2.             | "Someday We'll All Be Free"                       | Hathaway, Edward Howard   | 4:14    |  |
| 3.             | "Flying Easy"                                     | Hathaway                  | 3:13    |  |
| 4.             | "Valdez in the Country"                           | Hathaway                  | 3:33    |  |
| 5.             | "I Love You More Than You'll Ever Know"           | Al Kooper                 | 5:23    |  |
| 6.             | "Come Little Children"                            | Hathaway                  | 4:35    |  |
| 7.             | "Love, Love, Love"                                | J.R. Bailey, Ken Williams | 3:25    |  |
| 8.             | "The Slums"                                       | Hathaway                  | 5:11    |  |
| 9.             | "Magdalena"                                       | Danny O'Keefe             | 3:08    |  |
| 10.            | "I Know It's You"                                 | Leon Ware                 | 5:13    |  |
| 11.            | "Lord Help Me"                                    | Joe Greene, Billy Preston | 4:06    |  |
| Duração total: | Duração total:                                    | Duração total:            | 47:33   |  |